# Luis Cordero Crespo
Luis Dolores Cordero Crespo (Déleg, 6 de abril de 1833 - Cuenca, 30 de enero de 1912) fue un político ecuatoriano que ejerció como Presidente del Ecuador entre 1892 a 1895, siendo el primero en nacer en territorio ecuatoriano cuando este ya estaba constituido como una República.

## Biografía de Luis Cordero Crespo
Luis Cordero Crespo se destacó porque, a pesar de haber nacido en un hogar empobrecido por la independencia, alejado de las grandes ciudades, llegó a instruirse, obtener el título de abogado y ser elegido Presidente de la República.
Nació el 6 de abril de 1833 en la hacienda de Surampalti, Parroquia Déleg, del Cantón Azogues, de la Provincia del Cañar  (según la organización administrativa de ese entonces). Fue hijo del hacendado comerciante Gregorio Cordero Carrión (1775-1863) y nieto de Miguel Ramón Cordero y Ramos, Notario Mayor de la Santa Cruzada y de la Curia Episcopal de Cuenca, Alcalde de Barrio y Protector de Naturales. Su madre fue Josefa Crespo Rodríguez (1818-1908). Gregorio y Josefa se trasladaron a Déleg como consecuencia de varios saqueos de su almacén en Cuenca durante las guerras de la Independencia en 1830.
La parroquia Luis Cordero del cantón Azogues, en la provincia de Cañar fue nombrada en su honor.

### Infancia
El primero de los catorce hermanos Cordero Crespo pasó toda su infancia en el campo, en la propiedad de sus padres, en contacto con la naturaleza. Por ello fue que en su edad adulta estaría tan interesado en la botánica y en la agricultura. En su infancia aprendió el quichua gracias a familiares y a sus amigos indígenas.

### Juventud

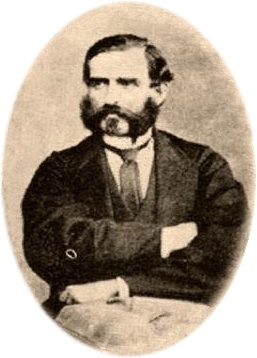
Luis Cordero Crespo en su juventud, 1868.

En sus primeros años de vida, su padre Dn. Gregorio le enseñó a leer y a escribir, y de él recibió toda su enseñanza primaria. A catorce años de edad, y gracias a las grandes deudas adquiridas por sus padres, Cordero pudo ingresar al Colegio Seminario de Cuenca, conocida y renombrada institución a la cual entró el 22 de noviembre de 1847, y en la cual estudió bajo la tutela del maestro Dr. Justo León.
Al haber terminado sus estudios secundarios en el Colegio Seminario, viajó a Quito para hacer sus estudios universitarios en la Universidad Central del Ecuador, mediante la cual obtuvo el título de abogado en 1862. Cuando se encontraba en Quito, procreó una hija con la guayaquileña Juana Paredes, la cual se llamó Ángela, nacida en 1863 y fue esposa de Ricardo Cornejo Naranjo.
Después, volvió a Cuenca, en donde contrajo matrimonio el 15 de julio de 1867 con la joven cuencana de 14 años Jesús Dávila Heredia, con quien tuvo diez hijos: Luisa de Jesús, monja, (1869-1913), Clementina de Espinosa (1870-1947), Aurelia de Romero (1872-1922), Teresa de Jesús, Luis (1876-1940), Miguel (1878-1937), Eufemia (1880-1885), Rosa de Jesús, Inés (1885-1936) y Gonzalo Cordero Dávila (1887-1931).

## Trayectoria política y vida pública de 1869 a 1891
En enero de 1869, subió al poder Gabriel García Moreno, enemigo de Cordero, que comenzó a seguir a sus opositores para fusilarlos[cita requerida]. Cordero cayó prisionero bajo el pretexto de que quería hacer una rebelión contra García Moreno y fue llevado a un cuartel por soldados[cita requerida]. Cordero estaba en el medio de la escolta, cuando un soldado furibundo garcista, tomó su fusil y le dio culatazos y golpes muy duros en la cabeza. Este salvaje abuso causó mucha indignación a las autoridades, las cuales estaban avergonzadas y balbucearon algunas disculpas y lo pusieron en libertad ese mismo día [cita requerida].
En marzo de 1869, dos meses después de la agresión, el gobernador del Azuay, Carlos Ordóñez Lazo, lo desterró a Loja bajo la falsa acusación[cita requerida] de haber apoyado el golpe del general José de Veintemilla en Guayaquil en contra García Moreno. El Gobernador Ordóñez también desterró al suegro de Cordero, Dn. Miguel Heredia Astudillo, con quien Ordóñez mantenía una vieja pugna por ser ambos exportadores de cascarilla y competidores en dicho negocio. Cordero partió con su suegro a Loja, en donde murió este último, quien era un anciano. Poco después de una revuelta de estudiantes en Cuenca contra el gobernador Ordóñez, Cordero fue liberado.
En abril de 1875, realizó una de las primeras exploraciones a Gualaquiza, publicando sus relatos en un libro de viaje: Una excursión a Gualaquiza, aparecido el 4 de agosto de ese año.
En agosto de 1875 viajó a Lima, ciudad de donde trajo nueve pequeños ejemplares de árboles araucaria excelsa, y a su regreso a Cuenca sembró a ocho de ellos en la plaza Vargas Torres, actual parque Calderón de Cuenca, y el restante en el jardín de su casa en esa ciudad. En la actualidad (2014), esos árboles todavía están en pie. Durante el Gobierno de Antonio Borrero, amigo suyo, Cordero ocupó las funciones de Jefe Político de Cuenca desde 1875 hasta 1876.
En el año de 1877, publicó algunas artículos en los que demostraba su contrariedad con el Dictadura del Gral. Ignacio de Veintemilla. En 1880 envió a la Exposición Nacional de Guayaquil una colección completa de cereales azuayos, minerales y plantas de esa provincia, obteniendo Medalla de Oro y de Bronce, así como la designación de Miembro Honorario de la Sociedad Filantrópica del Guayas.

### Restauración de 1883

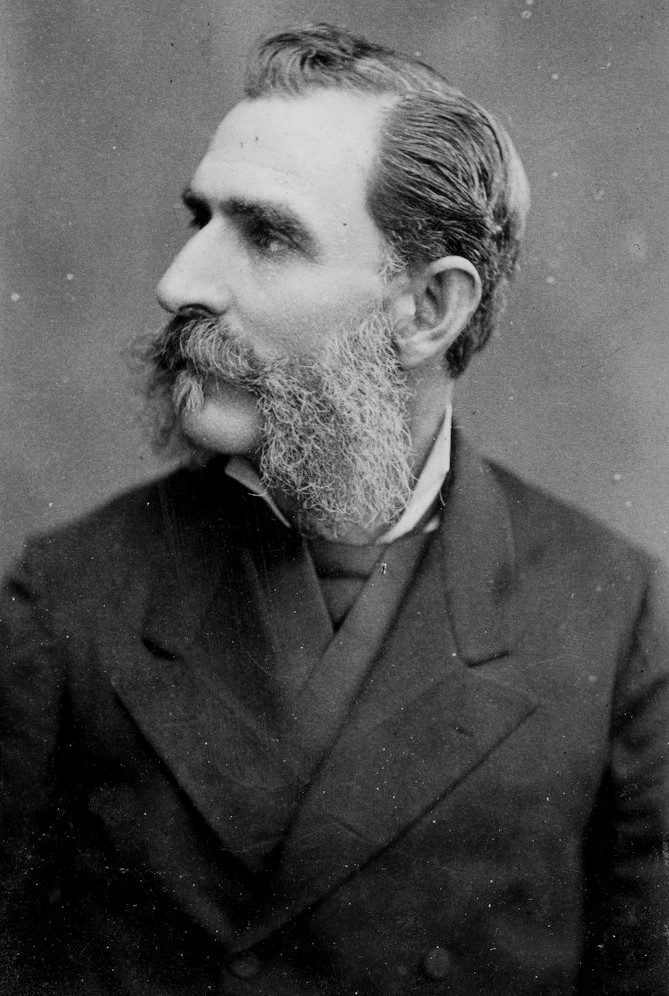
Luis Cordero Crespo en 1883.

Cordero era miembro del Partido Unión Republicana, o Progresista, partido político católico liberal, y fue integrante de la Junta Provisional de Gobierno de 1883 denominada “Pentavirato” o “Gobierno de la Restauración”, que se constituyó para dirigir el Ecuador en contra del Gral. Veintemilla que se había hecho fuerte en Guayaquil, donde se apertrechó para enfrentar a las fuerzas de Eloy Alfaro y Francisco Javier Salazar.
A fines de la década de 1870 y a comienzos de la 1880, el Ecuador se encontraba bajo la dictadura del Gral. Ignacio de Veintemilla.
En diciembre de 1882, Cordero se incorporó a las tropas restauradoras que combatían al dictador Ignacio de Veintemilla, las cuales entraron a Quito el 10 de enero de 1883 y atacaron la ciudad, hasta apoderarse de ella. Primero tomaron el poder y posteriormente, el 9 de julio del mismo año, expulsaron del país a Veintemilla, quien se vio precisado a huir de Guayaquil con destino a Lima, a bordo del vapor Huacho.
«Terminado el combate en la capital, procedieron los «Restauradores» de la sierra a restablecer los servicios administrativos y a calmar las pasiones y odios que se agitaban contra los vencidos. El 14 de enero don Rafael Pérez Pareja, nombrado jefe civil y militar, convocó a los padres de familia y más vecinos de Quito con el objeto de elegir una Junta o Gobierno Provisional. La Junta Popular eligió para constituir el Gobierno Provisional a los señores José María Sarasti, José M. Plácido Caamaño y Agustín Guerrero, a los cuales fueron agregados por resolución popular don Luis Cordero y don Pedro Carbo, como representantes de las minorías. Pero en realidad el Pentavirato acabó por organizarse así: Pablo Herrera, gran literato y Ministro de García Moreno; Luis Cordero, poeta y jurista cuencano; Pedro Lizarzaburu perteneciente al foro y a la milicia; Rafael Pérez Pareja, caballero de relevantes méritos ciudadanos; Agustín Guerrero, que desempeñó importantes papeles en el ejército y en la política» (Eduardo Muñoz Borrero.- En el Palacio de Carondelet, p. 202).
Un mes más tarde, el 14 de febrero, Cordero fue nombrado Presidente de la República, prestigioso cargo que ejerció hasta el 9 de julio de 1883, pocos días antes de cumplirse su quinto mes de gobierno.
Durante su corto mandato, el presidente Cordero expidió, el 23 de julio de 1883, el decreto para iniciar los trabajos de construcción de la Basílica del Voto Nacional, aunque las obras se comenzaron durante la Presidencia de José María Plácido Caamaño, el cual en su gobierno (1884-1888) lo nombró Ministro Delegado en Colombia, cargo que no aceptó.
De regreso a Cuenca, fue designado en 1885 senador de la República por la provincia del Cañar. Su esposa, Jesús murió el 9 de julio de 1891, a los 38 años de edad. Cordero le dedicó un gran poema que publicó en un libro titulado El adiós, gran poema fúnebre.

## Presidencia de la República

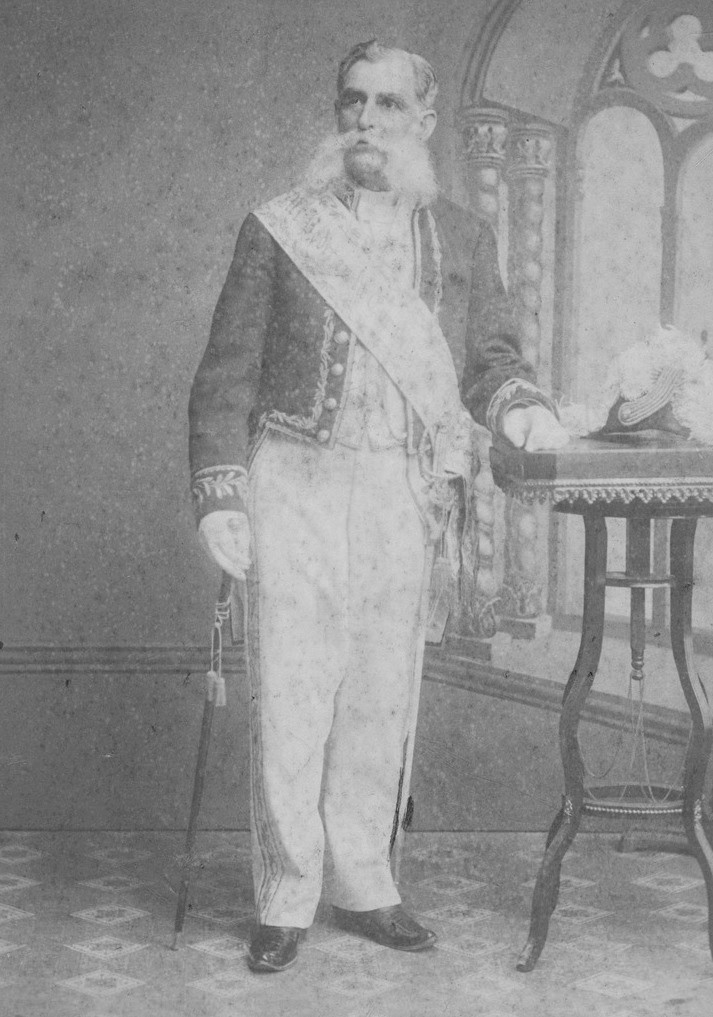
Luis Cordero Crespo en 1892.

En el año de 1892, se acercaba el fin del mandato del Presidente Antonio Flores Jijón y en el mes de enero se prepararon las elecciones. Cordero se presentó como candidato para la Presidencia de la República.
Tuvo un resultado muy exitoso, pues ganó las elecciones presidenciales de 1892 con 36.357 votos, habiendo vencido a su adversario el Conservador Camilo Ponce Ortiz con más de 10 000 votos, ya que éste obtuvo tan solo 26.321 votos.
El 1 de julio de 1892, se posesionó de la Presidencia de la República. En este Gobierno, se designó como vicepresidente a Pablo Herrera, que renunció al cargo en enero de 1894, volviéndose así nuevo vicepresidente el señor Vicente L. Salazar. En esos días Cordero se estableció en el Palacio de Carondelet, en el cual vivió con sus hijos e hijas.
Entre las obras de su gestión presidencial, están la creación de escuelas y colegios para niños pobres y las mejoras para la educación, enseñanza, etc. Puso empeño en arreglar los problemas fiscales que había desde las Presidencias anteriores. Asimismo, se encargó personalmente del pueblo de Chone, en Manabí, al que cantonizó el 24 de julio de 1894.
En 1893, para el importante evento de la Exposición Mundial Colombina de Chicago, Cordero decidió que era necesario mostrar la belleza de su país en obras fotográficas y pidió a los mejores fotógrafos del Ecuador que realicen obras para que estas sean presentadas en ese evento. Esas fotografías se publicaron en el libro El Ecuador en Chicago.

### Venta de la bandera del Ecuador
En noviembre de 1895, China y Japón se encontraban en guerra, y Japón necesitaba con urgencia y eficacia conseguir armas de guerra para poder defenderse. Al ser notificado de dicha guerra, el gobierno ecuatoriano se declaró ni neutral ni beligerante, pues no tenía mucho interés en ese tema. Chile se declaró neutral. Sin embargo, el gobierno de ese país quería vender a Japón el crucero de guerra Esmeralda, acción reñida con su neutralidad declarada. Entonces, para consumar su propósito, los chilenos vendieron el buque de guerra al gobernador de Guayaquil, José María Plácido Caamaño, quien luego lo vendió a Japón.
Las negociaciones de la venta del barco se hicieron por medio de Caamaño, que mantenía excelentes relaciones con Chile y con el cónsul del Ecuador en Valparaíso, Luis Noguera, quien hizo a su vez la doble transferencia del buque Esmeralda, figurando como que Ecuador lo compraba a Chile y lo vendía luego a Japón. Este asunto no habría tenido mayor importancia y no habría terminado tan mal si el barco hubiera zarpado de Valparaíso llevando izada la bandera japonesa, que era lo correcto, pues ya había sido comprado por Japón. Pero, por error, zarpó con la bandera ecuatoriana y de esa forma cruzó el océano Pacífico con destino a la ciudad de Yokohama, Japón. Al haberse enterado de esto, Juan Murillo, quien había sido desterrado a Chile en ese entonces, publica en Diario El Telégrafo en enero de 1895 una denuncia enviando una copia del contrato de venta del buque.
Estalló entonces el escándalo y la denuncia fue presentada a la opinión pública por los enemigos de Cordero, sin decir que fue Chile el que ocultó la intención de utilizar emblema ecuatoriano durante el viaje del buque.
Los enemigos de Cordero manipularon toda la información e hicieron creer que él hizo todo esto por dinero, cuando desconocía en realidad este asunto; dijeron también que Cordero había traicionado la soberanía de la patria, que había hecho contrabando, que era un ladrón, etcétera.
No sirvió de nada que Caamaño haya confesado su abuso de confianza y se haya declarado como único culpable de no haber conocido las intenciones chilenas con respecto al uso de nuestra bandera, pues la oposición no podía desaprovechar esta oportunidad para desacreditar al Gobierno.
Este hecho, cuyos únicos responsables fueron José María Plácido Caamaño y el cónsul del Ecuador en Valparaíso, Luis Noguera, puso fin en al Gobierno de Cordero y al período del Progresismo instaurado en 1884.
Llegó el 10 de abril de 1895, Miércoles Santo, cuando terroristas, los sublevados y los anti Cordero gritaron: ¡“Viva la revolución, abajo el Gobierno!” y decidieron que era el día perfecto para sacrificar a su enemigo, comenzando así una violenta lucha en las calles de Quito, que quedaron llenas de sangre. El presidente, junto a sus hijos Luis y Miguel, los soldados y el pueblo, luchó con el fusil en mano durante seis horas, desde las ocho de la noche hasta las dos de la mañana, hasta que dominó a los sublevados que habían prometido matar al presidente.
Cordero, para no poner su vida en más peligro y buscando la paz, renunció la Presidencia el 16 de abril de 1895, tomando la posta Vicente Lucio Salazar, quien tendría a su vez que renunciar el 5 de junio del mismo año, día en el cual el general Eloy Alfaro subió al poder. Cordero volvió a Cuenca, en donde tuvo una vida tranquila y pacífica.

## Después de la Presidencia
Durante su Presidencia, conoció a la quiteña Josefina Espinosa Astorga, de quien se enamoró. Se casaron el 4 de enero de 1896. Había una gran diferencia de edad entre ambos, pues él tenía 63 años mientras que ella, apenas 32. Tuvieron dos hijos: Enrique, nacido el 30 de noviembre de 1896, y Ricardo, nacido en Déleg el 8 de enero de 1898. El matrimonio sólo duró tres años, pues ella falleció en Cuenca el 3 de enero de 1900, de una pulmonía, a los 36 años de edad, en la víspera de cumplir el cuarto aniversario de matrimonio.
En 1898, tres años después de haber renunciado, Cordero fue llevado a juicio en la Corte Suprema de Justicia, la que lo reconoció inocente y dictó su veredicto, en el que decía:
Que el Gobierno no intentó contrabando.
Que el Gobierno no pudo cometerlo.
Que el Gobierno no lo perpetró ni cometió.
Que, por tanto, el uso hecho en Chile de la bandera ecuatoriana, por ningún motivo fue imputable al gobierno, por ningún concepto fue capaz de escarnecer a la Nación.
En 1904, Cordero escribió la letra del Himno de Azuay, que luego también sería conocido como el himno de Cuenca, mientras que la música fue compuesta por Luis Pauta Rodríguez. Cordero la dio a conocer al público el 12 de abril de ese año, durante la Primera Exposición Artesanal del Azuay. En 1909, publicó una de sus últimas obras, a la cual llamó Nociones de Apicultura.
En 1910, Eloy Alfaro, a la sazón presidente de la República, lo designó como ministro plenipotenciario del Ecuador en Chile, para la celebración del primer centenario de la Independencia de ese país. Viajó a Chile en compañía de sus hijos Luis, Miguel y Gonzalo.
De regreso a Cuenca, fue designado Rector de la Universidad de Cuenca el 10 de enero de 1911, cargo que ejerció hasta su muerte, ocurrida en Cuenca el 30 de enero de 1912, a los 78 años de edad. Curiosamente, murió dos días después del asesinato Eloy Alfaro y de otros caudillos liberales.

## Obras
- Creación de PZ1 (1875)

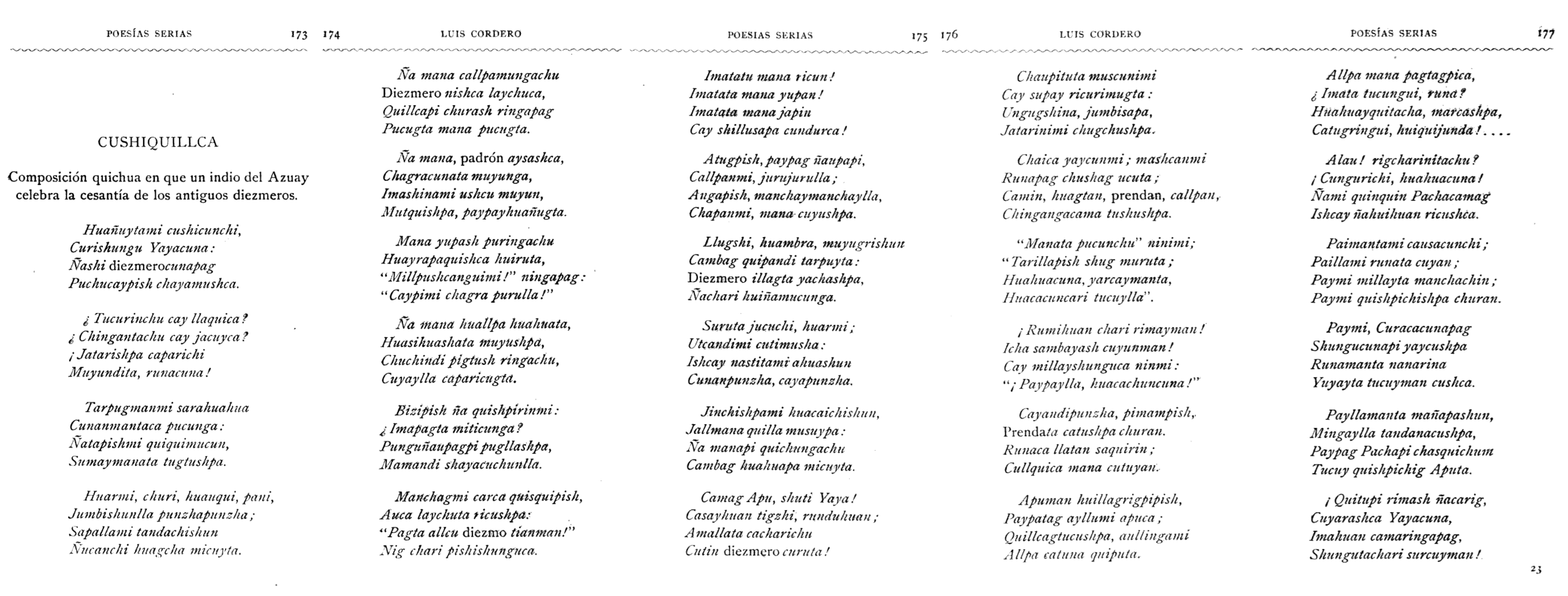
Cushiquillca de Luis Cordero Crespo, 1895: „Coplas de contento, composición quichua escrita con motivo de la abolición del diezmo y consiguiente supresión de los odiosos especuladores llamados diezmeros, en marzo de 1884“.

- Dos cantos a la raza latina (1883).
- Rinimi llacta, Cushiquillca (1884).
- El adiós (1891).
- Diccionario quichua-español, español-quichua (1892), premiado con la Gran Medalla de Oro en la Exposición Internacional de Madrid en 1892.
- Poesías serias (1895).
- Poesías jocosas (1895).
- A mis conciudadanos. Explicación circunstanciada de lo ocurrido en el odioso asunto del crucero de guerra Esmeralda (1896).
- Josefina Espinosa de Cordero: Libro de sus huérfanos (1900).
- La plenipotencia especial del Ecuador en el Primer Centenario de la Independencia de Chile (1911).

## Descendencia
Se casó en primeras nupcias con Dña. Jesús Dávila Heredia, el 15 de julio de 1867, siendo hijos de este enlace:
- Enriqueta (20 de mayo de 1869-9 de mayo de 1913), religiosa dominicana con el nombre de Luisa de Jesús.
- Clementina (diciembre de 1870-dic. de 1947), casada con el Dr. Roberto Espinosa en 1893.
- Aurelia (28 de octubre de 1872-14 de septiembre de 1922), poetisa, casada en 1894 con Remigio Romero y León.
- Teresa de Jesús (1.º de febrero de 1875-1920). Entregada al cuidado de los huérfanos y desvalidos, dedicó su vida a obras de caridad y apostolado con los pobres de la ciudad y el campo.
- Luis (14 de diciembre de 1876-3 de noviembre de 1940), abogado y elocuente orador, se casó con Dña.Dolores Vega Dávila, en julio de 1910.
- Miguel (20 de julio de 1878-octubre de 1936), escritor y hombre político, casado en primeras nupcias el 25 de diciembre de 1899 con Raquel Crespo Astudillo (1879-1905) y a la muerte de ésta, en segundas nupcias con Rosa Virginia Tamariz Toral (1890-1982), el 3 de junio de 1910.
- Eufemia (1880-17 de septiembre de 1885), fallecida de fiebre cerebral a los 5 años de edad.
- Rafaela (1.º de diciembre de 1882-26 de junio de 1922), religiosa con el nombre de Rosa de Jesús.
- Inés de Jesús Cordero Dávila (20 de enero de 1885-15 de septiembre de 1936), poetisa.
- Gonzalo Cordero Dávila (26 de enero de 1887-17 de abril de 1931), hombre de letras, casado con Elvira Crespo Vega (1890-1985), hija de Remigio Crespo Toral, el 21 de junio de 1909.

Se casó en segundas nupcias con Dña. Josefina Espinosa Astorga (febrero de 1864-3 de enero de 1900), el 4 de enero de 1896, siendo hijos de este enlace:
- Enrique (30 de noviembre de 1896-1992).
- Ricardo (8 de enero de 1898-1969).

De su unión con Juana Paredes, tuvo a:
- Ángela Cordero Paredes (1863), casada con Ricardo Cornejo Naranjo.

De su unión con N. Lloré, tuvo a:
- Benjamín Cordero Lloré (Cuenca, 1863-1934), fue casado con Angela León, y padre de la poeta cuencana Mary Corylé.

| Predecesor: Ignacio de Veintemilla (De facto) | Miembro del Gobierno Provisional de Quito (Presidente de facto) 9 de julio de 1883 - 11 de octubre de 1883 | Sucesor: Rafael Pérez Pareja (Encargado) |